# Locust Township (Pennsylvanie)
Pour les articles homonymes, voir Locust Township.
Locust Township est un township, situé au sud du comté de Columbia, en Pennsylvanie, aux États-Unis,. En 2010, il comptait une population de 1 404 habitants.

## Démographie
Lors du recensement de 2010, le township comptait une population de 1 404 habitants. Elle est estimée, en 2018, à 1 401 habitants.